# Голубична
Голуби́чна (рос. Голубичная) — селище у складі Ульотівського району Забайкальського краю, Росія. Входить до складу Дров'янинського міського поселення.

## Населення
Населення — 318 осіб (2010; 381 у 2002).
Національний склад (станом на 2002 рік):
- росіяни — 95 %